# Vallée de Vesper
Vesper Vallis
Pour les articles homonymes, voir Vesper.
La vallée de Vesper (désignation internationale : Vesper Vallis) est une vallée située sur Vénus dans un quadrangle inconnu. Elle a été nommée en référence au nom latin pour Vénus (étoile du soir).